# Trappbrunn

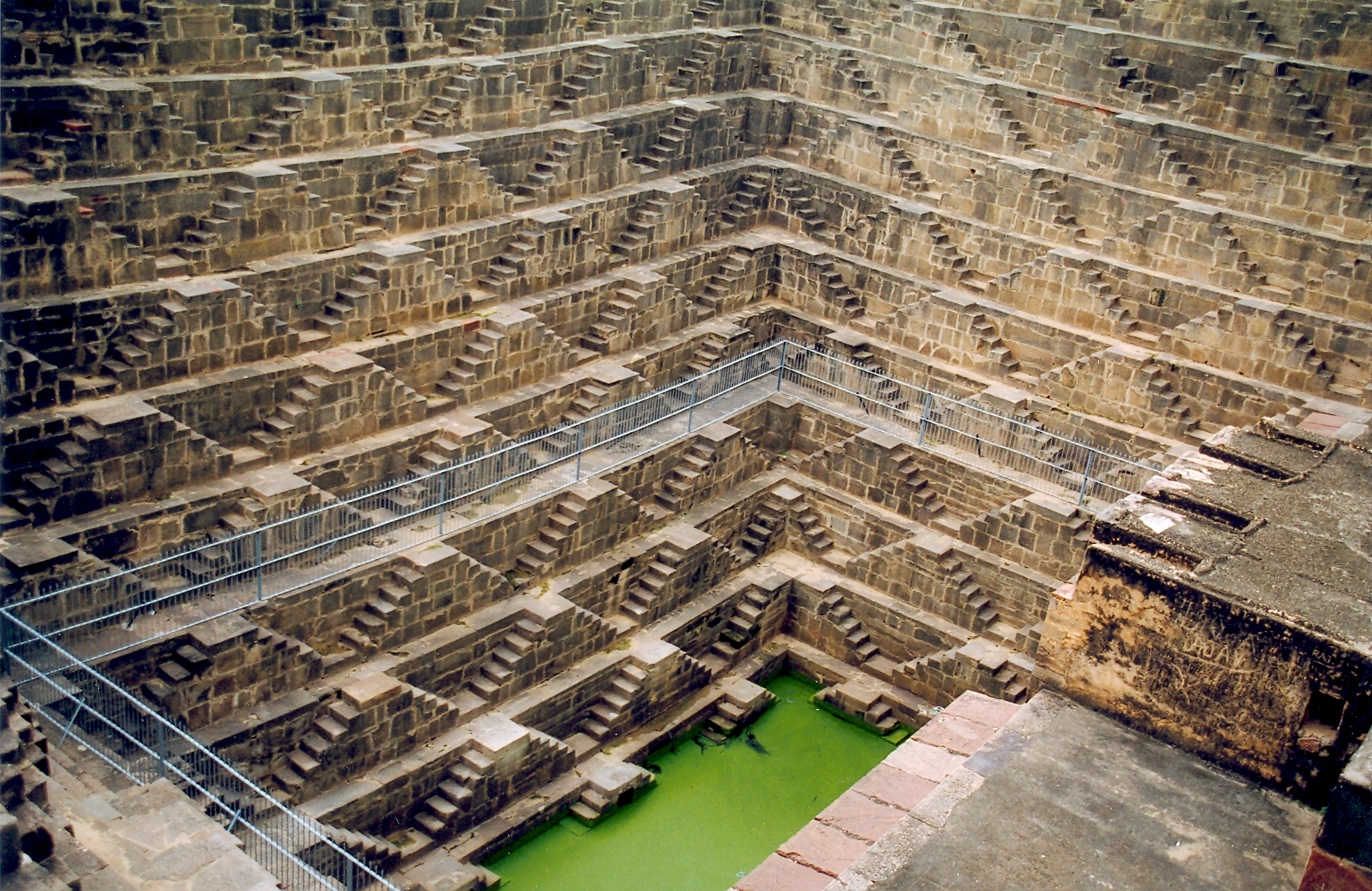
Trappbrunnen Chand Baori i Rajasthan i Indien

En trappbrunn, även baorī, baodī (Hindi: बावड़ी) eller baolī (Hindi: बावली), eller vāv (Gujarati: વાવ), är en brunn som omges av trappsteg ner till vattenytan. Trappbrunnar har förekommit, framför allt i Sydasien, sedan antiken.